# Harrison-Nunatak
Der Harrison-Nunatak ist ein verschneiter Nunatak mit Felsvorsprüngen am südöstlichen Ende im äußersten Südosten der Thurston-Insel vor der Eights-Küste des westantarktischen Ellsworthland. Er ragt 6,5 km südlich des Savage-Gletschers auf.
Entdeckt wurde er im Februar 1960 bei Hubschrauberüberflügen von der USCGC Burton Island und der USS Glacier im Rahmen der von der United States Navy durchgeführten Forschungsreise in die Bellingshausen-See. Das Advisory Committee on Antarctic Names benannte ihn 1960 nach Henry Turner Harrison Jr. (1903–1991), Meteorologe des Weather Bureau bei der Byrd Antarctic Expedition (1928–1930).